# Gangster Girls
Gangster Girls ist ein österreichischer Dokumentarfilm aus dem Jahr 2008 mit Gefangenen der Justizanstalt Schwarzau und der Justizanstalt Gerasdorf.

## Handlung
Im Zuge eines Theaterprojektes mit Frauen und Männern in einer Justizanstalt entsteht Selbstoffenbarung wie auch Konfliktbewältigung. Anonymisiert dargestellt durch verschwommene Filmung, oder gestochen scharf, mit und hinter bunten Masken. Tina Leisch hat die Chance wahrgenommen, in einem Frauengefängnis drehen zu dürfen, mit sehr schönen Bildern, die die Schiachen Verhältnisse trotzdem zeigen.

„Nichts ist so süß wie das Verbrechen, solange man nicht selbst das Opfer ist.“

Der Film hat als Vorläufer das Theaterstück Medea bloß zum Trotz, eine Inszenierung von Tina Leisch und Alma Hadžibeganović.

## Auszeichnungen
- 2008: Viennale Special Mention der Jury des Wiener Filmpreises
- 2010: DVD #174 Der österreichische Film – Edition der Standard